# Котиџ Лејк (Вашингтон)
Котиџ Лејк (енгл. Cottage Lake) насељено је место без административног статуса у америчкој савезној држави Вашингтон.

## Демографија
По попису из 2010. године број становника је 22.494, што је 1.836 (-7,5%) становника мање него 2000. године.
| Група             | 2000.          | 2010.          |
| Белци             | 21.792 (89,6%) | 19.515 (86,8%) |
| Афроамериканци    | 154 (0,6%)     | 158 (0,7%)     |
| Азијати           | 917 (3,8%)     | 1.184 (5,3%)   |
| Хиспаноамериканци | 721 (3,0%)     | 800 (3,6%)     |
| Укупно            | 24.330         | 22.494         |